# ناصر مفتاح
ناصر مفتاح (انگلیسی: Nasser Meftah؛ زادهٔ ۷ اوت ۱۹۹۵) یک ورزشکار است.